# Paride presenta Elena alla corte di re Priamo
Paride presenta Elena alla corte di re Priamo è un dipinto (53x66 cm) firmato I.B.G. in basso a destra, realizzato dal pittore olandese Gerard Hoet.
In questo dipinto l'autore rappresenta un momento ben preciso nello svilupparsi della Guerra di Troia: dopo il rapimento, Paride, ritornato in patria, presenta Elena al padre Priamo, re di Troia, ed alla madre Ecuba, in presenza della corte.
La scena si svolge all'esterno del palazzo reale, che fa da sfondo ad essa, mentre sulla destra si intravede il mare con alcune navi all'ancora: nel punto focale del quadro si trovano Paride ed Elena in attesa della reazione del re. Paride con il braccio destro spinge gentilmente la donna verso Priamo e con il sinistro conduce lo sguardo dell'osservatore verso le sue navi ferme in porto, presagendo l'imminente arrivo delle navi achee. 
Priamo si precipita fuori, impaziente d'incontrare il figlio, seguito da Ecuba e da tutta la corte. 
Oltre ai personaggi principali, Gerard Hoet ha rappresentato un'ampia varietà di figure, con le loro differenti reazioni all'arrivo di Paride. Uomini, donne e bambini di varie età sono ritratti in più posizioni della scena. Tra la ressa dei cortigiani, le emozioni espresse spaziano dalla contentezza ad un sentimento più contenuto o interessato.
Comunque, il dipinto è costruito in modo da guidare lo spettatore verso le due coppie protagoniste, da una parte Paride ed Elena che appaiono nervosi ed in attesa della reazione del re, dall'altra Priamo ed Ecuba, felici ed incuriositi. Anche in questo quadro è espresso il contrasto tra vecchiaia e giovinezza, un contrasto ricorrente nelle opere di Hoet, come ad esempio in Vertumno e Pomona.